# Anarquismo en Rusia
Las ideas anarquistas tuvieron en Rusia una gran influencia desde fines del siglo XIX hasta mediados de la década de 1930, momento en que se consolidó el estalinismo. El movimiento socialista ruso estuvo en parte influenciado por estas ideas, en gran parte debido al prestigio de Mijaíl Bakunin y Piotr Kropotkin, los principales pensadores libertarios de origen ruso.

## Bakunin y los anarquistas en el exilio

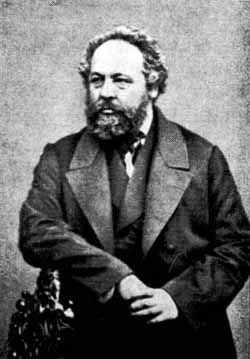
Mijaíl Bakunin, conocido anarquista ruso.

En 1848, tras su regreso a París, Mijaíl Bakunin publicó una ardiente proclama contra la monarquía de Rusia, que fue causa de su expulsión de Francia. El movimiento revolucionario de 1848 le dio la oportunidad de unirse a la radical campaña de agitación democrática, siendo arrestado y condenado a muerte en 1849 por su participación en el alzamiento de mayo en Dresde. La pena de muerte, sin embargo, fue conmutada por cadena perpetua, y fue finalmente enviado a las autoridades rusas, que lo encarcelaron y lo enviaron finalmente al este de Siberia en 1857.
Bakunin recibió permiso para irse a la región de Amur, donde comenzó a colaborar con un general pariente suyo, el conde Nikolái Muravyov-Amurski, que había sido gobernador de Siberia oriental durante diez años. Cuando Muravyov fue despedido de su posición, Bakunin perdió su salario. Tuvo éxito en un intento de escape, probablemente con la complicidad de las autoridades y se hizo camino a través de Japón y los Estados Unidos hasta Inglaterra en 1861. Pasó el resto de su vida exiliado en Europa occidental, principalmente en Suiza.

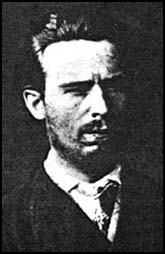
Serguéi Necháyev.

En enero de 1869, Serguéi Necháyev hizo correr falsos rumores sobre su arresto en San Petersburgo, viajando posteriormente hasta Moscú, antes de irse hacia el extranjero. En Ginebra, Suiza, se hizo pasar por representante de un comité revolucionario que había huido de la fortaleza de San Pedro y San Pablo, y se ganó la confianza del revolucionario en el exilio Mijaíl Bakunin y de su amigo Nikolái Ogariov.
Mijaíl Bakunin jugó un papel indudablemente destacado en el desarrollo y elaboración de las teorías del anarquismo y en la dirección del movimiento anarquista. Dejó una profunda huella en el movimiento de los "plebeyos revolucionarios" rusos de la década de 1870.
En 1873, Piotr Kropotkin fue arrestado y encarcelado, pero consiguió escapar en 1876 y huyó a Inglaterra, desde donde tras una corta estancia viajó a Suiza, uniéndose allí a la Federación del Jura. En 1877 fue a París, donde ayudó a establecer el movimiento anarquista local. Regresó a Suiza en 1878, donde editó un periódico revolucionario para la Federación del Jura llamado Le Révolté, publicando subsecuentemente también varios panfletos revolucionarios. 
Kropotkin fue quien formuló de forma más acabada la teoría del anarcocomunismo, la principal corriente de pensamiento anarquista. Kropotkin y Bakunin fueron las figuras más influyentes del anarquismo en el plano teórico de la época, no solo en Rusia sino en todo el mundo.

## El movimiento populista
En estos años cobró auge del populismo nihilista en Rusia, de inspiración filosófica, principalmente en la juventud de clase media y alta. En Occidente fue confundido con el terrorismo, aunque en realidad no era un movimiento político. Un nihilista era por lo general un joven rebelde y disconforme con la sociedad rusa que rompía "con las supersticiones de sus padres, siendo en concepciones filosóficas un positivista, un ateo, un evolucionista spenceriano del materialismo científico"

Su lema era: ¡V naród! (Vayamos al pueblo, unámonos a él). Durante los años comprendidos entre el 60 y el 65, en casi todas las casas de las familias ricas se sostenía una lucha encarnizada entre los padres, empeñados en mantener las viejas tradiciones, y los hijos e hijas que defendían su derecho a disponer de su existencia según sus ideales (...) En cada población rusa, en cada barrio de San Petersburgo, se formaron pequeños grupos para el mejoramiento y educación mutua; las obras de los filósofos, los trabajos de los economistas, las investigaciones históricas de la nueva escuela de la historia rusa, eran leídas detenidamente en aquellos círculos, siendo seguida la lectura de discusiones interminables. El objeto de todo aquel batallar no era otro que el de resolver el gran problema que se levantaba ante su vista. (...) Estos muchachos y muchachas no llevaban en su mente ningún ideal de reconstrucción social ni pensaban en la revolución; sólo se preocupaban de enseñar a la masa de los campesinos a leer, e instruirla sobre otros particulares, prestarle asistencia médica y ayudarla por todos los medios posibles a salir de su obscuridad y miseria, aprendiendo al mismo tiempo cuáles eran los ideales populares respecto de una vida social mejor.
Kropotkin, Pedro. Memorias de un revolucionario

Tras un intento de asesinato de Alejandro II de Rusia en un salón del Palacio de Invierno perpetrado por Naródnaya Volia en febrero de 1880, Mijaíl Lorís-Mélikov fue designado presidente de la Suprema Comisión Ejecutiva recibiendo poderes extraordinarios para combatir a los revolucionarios. Las propuestas de Lorís-Mélikov pedían alguna forma de cuerpo parlamentario, y el emperador Alejandro II parecía estar de acuerdo. Estos planes nunca fueron realizados ya que el 13 de marzo (1 de marzo según el estilo de fecha antiguo) de 1881, Alejandro fue asesinado: cuando conducía por una de las calles centrales de San Petersburgo, cerca del Palacio de Invierno, fue herido de muerte por granadas de mano y murió unas horas más tarde. Los conspiradores Nikolái Kibálchich, Sofía Peróvskaya, Nikolái Rysakov, Timoféi Mijáilov, y Andréi Zhelyábov fueron arrestados y sentenciados a muerte. Gesya Gelfman fue enviado a Siberia. El asesino fue identificado como Ignacy Hryniewiecki, que murió durante el ataque. Se ha planteado la teoría de que el asesinato fue el resultado del proceso de rusificación, que constituía una prohibición completa de la lengua polaca en zonas públicas, escuelas, y oficinas.

## Los dujobori

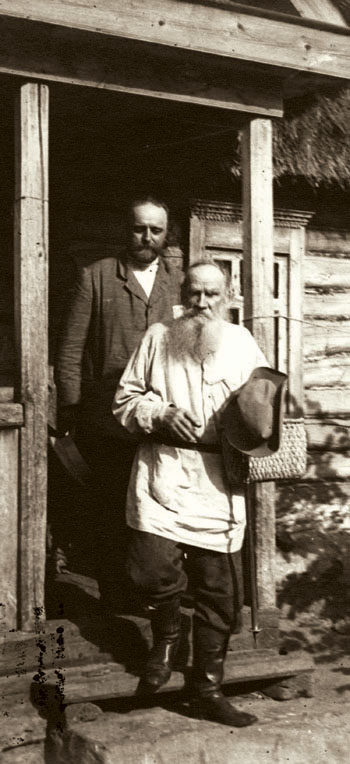
León Tolstói y Vladímir Chertkov.

El origen de los dujobori se remonta a los siglos XVI y XVII en el Principado de Moscú. Los dujobori ("luchadores espirituales") eran una secta cristiana radical que mantenía una creencia en el pacifismo y un estilo de vida comunal, al tiempo que rechazaban un gobierno laico. En 1899, los dujobori escaparon a la represión de la Rusia Imperial hacia Canadá, principalmente en las provincias de Saskatchewan y Columbia Británica. Los fondos para el viaje fueron pagados por la Sociedad Religiosa de los Amigos y por el novelista ruso León Tolstói. Piotr Kropotkin sugirió Canadá a Tolstói como un refugio seguro para los dujobori porque mientras estaba en una gira de conferencias a través de Canadá, Kropotkin observó la tolerancia religiosa experimentada por los Menonitas.

## La primera Revolución Rusa
El primer grupo anarquista en atraer a los trabajadores y los campesinos de Rusia, fueron los grupos anarcocomunistas Chórnoe Znamia, fundados en Bialystock en 1903. Recibieron su apoyo principalmente de los pobres y trabajadores judíos perseguidos de la Zona de Asentamiento, de las fronteras occidentales del Imperio ruso, donde se les permitía vivir a los judíos. El Chórnoe Znamia hizo su primer ataque en 1904, cuando Nisan Farber, un miembro destacado del grupo, apuñaló a un empresario rompehuelgas en el Día del Perdón judío.
El grupo Chórnoe Znamia, los socialistas-revolucionarios de izquierda y los sionistas de Bialystock se congregaron en un bosque para decidir su próxima acción. Al final de la reunión, los gritos de "¡Viva la Revolución Social" y "Viva la Anarquía" atrajeron a la policía hacia la reunión secreta. La policía reprimió a los activistas, dejando a muchos revolucionarios detenidos o heridos. En venganza, Nisan Farber arrojó una bomba de fabricación casera en la estación de policía, que le causó la muerte y dejando numerosos heridos. Rápidamente se convirtió en un mártir revolucionario de los anarquistas, y cuando estalló el Domingo Sangriento (1905) en San Petersburgo sus acciones comenzaron a ser imitadas por el resto de los miembros de la Chórnoe Znamia. La obtención de armas se convirtió en su primer objetivo. Las comisarías de policía, tiendas de armas y arsenales fueron asaltados y robados. Se instalaron laboratorios para la fabricación de bombas y el dinero recogido de las expropiaciones sirvió para comprar más armas provenientes de Viena. 

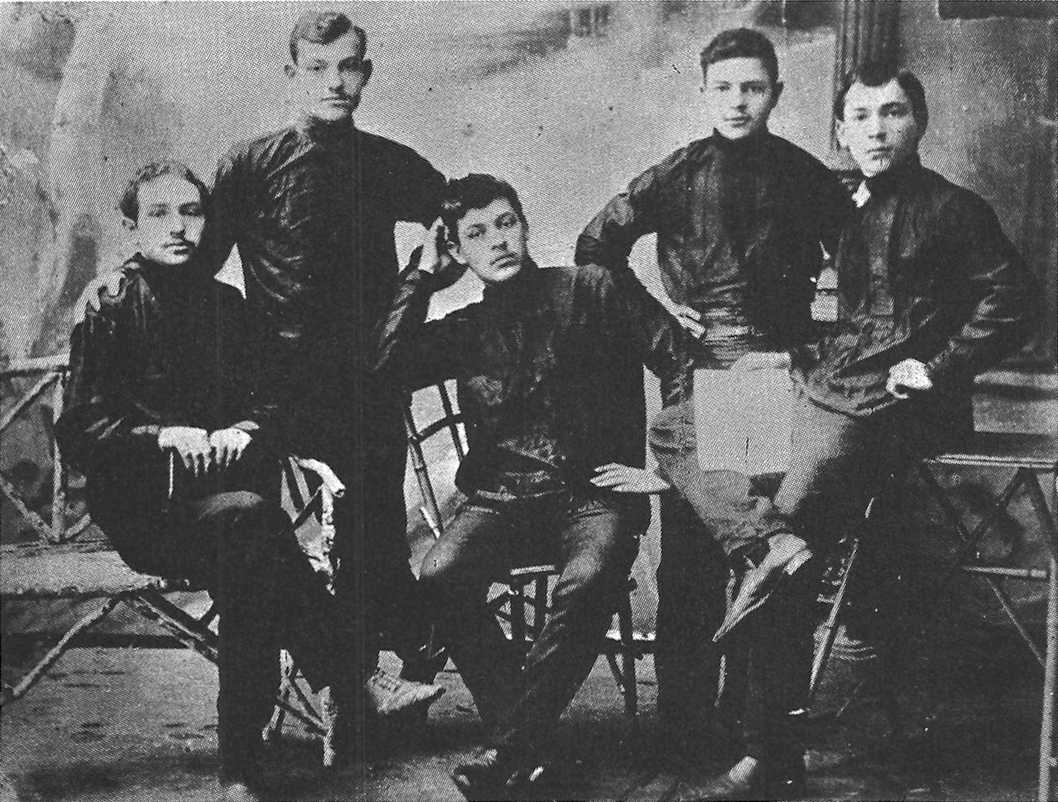
Miembros de Chórnoe Znamia

Bialystock se convirtió en una zona de guerra, prácticamente había todos los días un ataque anarquista o una represión policial. Ekaterinoslav, Odesa, Varsovia y Bakú se convirtieron en testigos de asaltos e intensos tiroteos. Cartuchos de dinamita fueron arrojados a las fábricas o a las mansiones de los capitalistas más detestados. Los trabajadores fueron alentados a derrocar a sus patrones y administrar la fábrica por sí mismos. Los trabajadores y campesinos en todo el Imperio produjeron levantamientos esporádicos en el campo. Las tierras fronterizas occidentales, en particular, -las ciudades de Rusia, Polonia, Ucrania y Lituania- ardieron en cólera y odio. La Revolución en la Zona de Asentamiento alcanzó un clímax sangriento en noviembre y diciembre de 1905 con el bombardeo del Hotel Bristol en Varsovia y el Café Libman en Odesa. 
Después de la supresión del Levantamiento de Diciembre en Moscú los anarquistas se retiraron por un tiempo, pero pronto se volcaron a la Revolución. Incluso los pequeños pueblos y aldeas del campo tenían sus propios grupos anarquistas en lucha. Pero la marea se fue volviendo en contra de los revolucionarios. En 1907, el ministro zarista Stolypin propuso su nuevo "programa de pacificación". La policía recibió más armas, órdenes y refuerzos para atacar a los centros anarquistas. La policía realizó un seguimiento de los anarquistas detectando su cuartel general, atacando luego de manera rápida y brutal. Los anarquistas fueron juzgados por una corte marcial en la que se renunció a la investigación preliminar, los veredictos fueron entregados apenas en 2 días y las sentencias ejecutadas inmediatamente. En lugar de sucumbir a la ignominia de la detención, muchos anarquistas preferían suicidarse cuando eran acorralados. Aquellos que habían sido capturados por lo general brindaban un conmovedor discurso sobre la justicia y la anarquía antes de ser ejecutados, a la manera de Ravachol y Émile Henry. En 1909 la mayor parte de los anarquistas estaban muertos, exiliados o en la cárcel. El anarquismo no iría a resurgir en Rusia hasta 1917.

## Bolcheviques y anarquistas en la Revolución de Octubre
Los anarquistas rusos despreciaban a Kerensky y a su "burguesa" Asamblea Constituyente, más aún que a los bolcheviques. Aunque los anarquistas estaban de acuerdo con algunas de las consignas bolcheviques, pronto se hizo evidente a los anarquistas que los bolcheviques estaban a favor de otorgar todo el poder al Partido en detrimento del control obrero y de crear un socialismo de Estado en lugar del comunismo anárquico. Al principio les pareció a algunos anarquistas que la revolución podría dar paso a la utopía de un nuevo mundo sin distinción de naciones que tanto habían soñado. En estos términos, algunos anarquistas se aliaron a los bolcheviques.

«Los anarcosindicalistas y los anarquistas, poco numerosos y mal organizados, pero muy activos también, hacen todo lo que pueden para sostener y alentar la lucha contra Kerensky, no por la conquista del poder, sino por la organización y la colaboración libres.»
Volin, La Revolución Desconocida, Ed. Campo Abierto

En Moscú, las tareas más críticas y peligrosas durante la Revolución de Octubre recayeron en el Regimiento anarquista Dvinsk, dirigido por los libertarios Grachov y Fedótov. Fueron ellos los que desalojaron a los blancos del Kremlin de Moscú, el hotel Metropol y otras defensas importantes. En la madrugada del 6 de enerojul./ 19 de enerogreg. de 1918, el marinero anarquista Anatoli Zhelezniakov disolvió la Asamblea Constituyente rusa alegando que "La Guardia está cansada". Durante un tiempo, los anarquistas se regocijaron, eufóricos ante la idea de la nueva era que había llegado a Rusia. Pero no pasó mucho tiempo antes de que los anarquistas vieran cada vez más razones para criticar a los bolcheviques. Los bolcheviques, que veían a la libertad de expresión como una especie de obsesión pequeño burguesa y que temían perder su poder, no podían tolerar las ideas, sugerencias y críticas anarquistas volcadas en su prensa. Además, no podían tolerar que se tomase ninguna acción independiente de ellos. 
En la noche del 12 de abril de 1918 la Cheka (policía secreta bolchevique) allanó los 26 centros anarquistas de Moscú, incluyendo ‘Casa de la Anarquía’, la Federación Anarquista de Moscú de Grupos de construcción. Las Guardias Negras ofrecieron resistencia armada. Una feroz batalla está latente, en la calle Málaya Dmítrovka. Cerca de 40 anarquistas fueron muertos o heridos, y cerca de 500 fueron encarcelados. Una docena de agentes de la Cheka también murieron en los combates. Los anarquistas se unieron a los mencheviques y socialistas-revolucionarios de izquierda a fin de boicotear las celebraciones del 1 de mayo de 1918.

## Los anarquistas y la “Tercera Revolución Rusa”
La intentona de una Tercera Revolución Rusa comenzó en julio de 1918 con el asesinato del embajador alemán en Rusia a fin de protestar por la firma del Tratado de Brest-Litovsk. Esto fue seguido inmediatamente por un ataque de artillería al Kremlin de Moscú y la ocupación de los edificios del Telégrafo y Teléfono por los Social-Revolucionarios de izquierda (SR de Izquierda) que lanzaron varios manifiestos apelando al pueblo a levantarse contra sus opresores y destituir el gobierno bolchevique del que, tras la firma del Tratado, dimitieron los ministros de SR de Izquierda. Pero mientras esta orden no fue seguida por el pueblo de Moscú, los campesinos del sur de Rusia respondieron con fuerza a este llamado a las armas. Bandas de terroristas anarquistas como Chórnoe Znamia (Bandera Negra) y Beznachalie (Sin dirigente) surgieron rápidamente y violentamente como lo habían hecho en 1905. Los anarquistas en Rostov, Ekaterinoslav y Briansk irrumpieron en las prisiones para liberar a los presos y emitieron ardientes proclamas llamando al pueblo a rebelarse contra el régimen bolchevique.

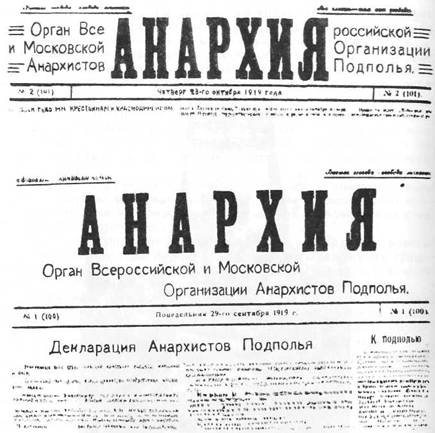
Editorial del periódico "Anárjiya" con la declaración del inicio de la lucha terrorista contra los bolcheviques. 25 de septiembre de 1919.

Los destacamentos militarizados anarquistas atacaron al Ejército Blanco, Rojo y a los alemanes por igual. Muchos campesinos se unieron a la Revolución, atacando a sus enemigos con herramientas de labranza y hoces. Mientras tanto, en Moscú, Kazimir Kovalévich y Piotr Sóbolev formaron las tropas de choque de la Revolución, infiltrándose en las filas bolcheviques y golpeando en el momento menos esperado. El 25 de septiembre de 1919, los anarquistas atacaron a los bolcheviques con el golpe más fuerte de la Revolución. La sede del Comité del Partido bolchevique de Moscú fue volada, matando a 12 miembros del partido e hiriendo a 55, entre los que se incluían Nikolái Bujarin y Emilián Yaroslavski. 
Alentados por su éxito aparente, los anarquistas proclamaron una nueva "era de la dinamita" que finalmente eliminaría al capitalismo y al Estado. Los bolcheviques respondieron iniciando una nueva ola de detenciones masivas a raíz de las cuales Kovalévich y Sóbolev serían fusilados de inmediato. Con sus líderes muertos y gran parte de su organización por los suelos, el resto de los anarquistas se inmolaron en su última batalla contra la Cheka. Numerosos ataques y asesinatos se produjeron con frecuencia hasta que la Revolución finalmente se agotó en 1922. Aunque la Revolución fue principalmente una iniciativa de los SR de Izquierda, fueron los anarquistas quienes contaron con el apoyo de un mayor número de la población y los que participaron en casi todos los ataques organizados por los SR de Izquierda, y en muchos otros que fueron absolutamente de su propia iniciativa. Las figuras más célebres de la Tercera Revolución fueron Lev Chorni y Fanya Baron, que eran anarquistas ambos.

## Las Guerrillas Majnovistas en Ucrania

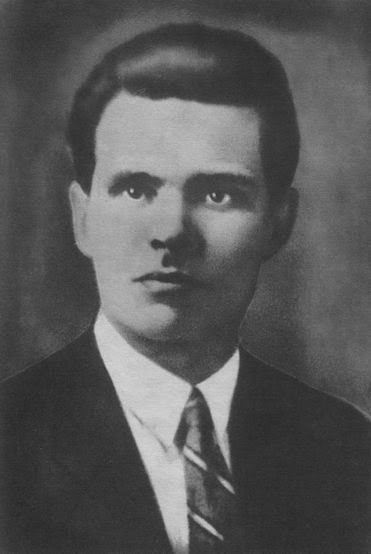
Néstor Majnó en 1909

Cuando triunfó la Revolución rusa en 1917, Ucrania era un país muy diferente del resto de las otras provincias rusas. Se trataba de un territorio muy rico en recursos agrícolas, y en tiempos de guerra sus fronteras fueron el objeto del deseo de las potencias extranjeras. Pero en Ucrania existía una mayoría campesina acostumbrada a defenderse por su cuenta, a ser agredida por diferentes ejércitos en corto espacio de tiempo y a trabajar en conjunto con otros campesinos, hasta desarrollar pequeños grupos armados, especializados en defender los poblados de los intrusos. Para estos campesinos el Estado era una instancia ineludible, que periódicamente aparecía en los campos en forma de ejército para quedarse con una parte de la cosecha. Esta fue una constante durante la dominación zarista, que se continuó durante el régimen bolchevique.
El nacionalismo era mayoritario en la zona norte, mientras que en el sur existía una mayoría anarquista, con fuerte influencia comunista (no bolchevique). A finales de la Primera Guerra Mundial, entre diciembre de 1917 y enero de 1918, las guerrillas campesinas expulsaron a los grandes propietarios de sus zonas de influencia, repartiendo y valorando las tierras y las industrias. El 8 de febrero de 1918, los Imperios Centrales y la Rada Central Ucraniana firmaron un Tratado en Brest-Litovsk. El 3 de marzo de 1918, el Sovnarkom de Lenin firmó su propio Tratado de Brest - Litovsk, que permitía al eje austroalemán ocupar Ucrania. Inmediatamente las tierras volvieron a sus antiguos dueños, cuyos privilegios se reforzaron con el fin de mantener la neutralidad de la región mientras se preparaba la vuelta del Zar.
Además de la represión del Ejército Verde nacionalista, pagado por los terratenientes y al servicio de Kiev, los campesinos sufrieron los azotes continuos de las tropas de ocupación alemanas y austriacas. La presión de estos distintos ejércitos fue tan asfixiante sobre los campesinos del sur adheridos a la Revolución que, de la iniciativa común, se plantean posibilidades de unir a todos los anarquistas. Durante junio, julio y agosto de 1918, la represión de la RADA ucraniana fue sangrienta y muchos anarquistas fueron ejecutados. La necesidad de una cierta unificación frente a la inclemente represión, es lo que llevará a los campesinos de Guliái-Pole a organizarse en torno a una idea política, que se desinteresa por completo y considera prescindibles aspectos como la desigualdad social y los prejuicios nacionales, religiosos o políticos.
El inspirador intelectual y máximo líder del Ejército Negro fue Néstor Ivánovich Majnó, quien aglutinó los deseos de los campesinos, contrarios a la restauración pretendida por el Ejército Blanco. Se organizó en el verano de 1918 contra las posiciones del Ejército Verde y las fuerzas del eje europeo. Integrado principalmente por campesinos, el Ejército Negro contaba a finales de ese año con más 1.500 efectivos. Se estima que en 1919 más de 25.000 ucranianos combatían en el Ejército Negro, cuyo aparato militar disponía de 48 cañones de campaña (móviles), 4 trenes blindados, 4 carros blindados y más de un millar de ametralladoras. 
Muchos jefes militares apoyaron a Néstor Majnó, de diversas ideologías políticas. Majnó toleraba la libertad de sus compañeros para aliarse con los bolcheviques o combatirlos, pero jamás aceptaría cualquier tipo de simpatía hacia el Movimiento Blanco. Los bolcheviques por entonces respetaban la bandera negra y el territorio conquistado por el Ejército Negro. A cambio, el Consejo de Insurgentes permitió instalar un soviet provisional en su territorio: El Soviet Militar Revolucionario de los Obreros y Campesinos Insurgentes.
Lo que en un principio fue un soviet de carácter ejecutivo de carácter anarco-comunista, no tardó en provocar conflictos entre campesinos y obreros, ya que los campesinos majnovistas no reconocían ninguna autoridad superior a ellos, salvo la que ellos mismos se quisieran imponer. Por otro lado el Soviet Militar Revolucionario de los Obreros y Campesinos Insurgentes tenía la obligación de aplicar leyes y restricciones de libertad ordenadas desde Moscú.
El Ejército Negro, si bien no fomentaba, al menos no impedía la violencia campesina sobre los comunistas y sus aparatos políticos. A juicio de los bolcheviques, Majnó se comportaba con excesiva autonomía, pues desarrollaba actividades que pronto chocaron con los comisarios políticos enviados por el Ejército Rojo desde Moscú. El aspecto esencial es que Majnó no ordenaba coaccionar la libertad de actuación de los campesinos y acudía en su defensa cuando eran agredidos. Eso provocó numerosas escaramuzas entre prosoviéticos y anarquistas, lo cual implicó un conflicto político. El conflicto político lo provocaron los comunistas, al acusar sus periódicos a Majnó de planear una alianza con el Movimiento Blanco. En cualquier caso no se produjo un enfrentamiento entre los ejércitos Rojo y Negro porque las malas relaciones entre los anarquistas y los comunistas coincidieron con la gran ofensiva del Movimiento Blanco en verano de 1919.
En febrero de 1919 el Ejército Negro había conquistado una parte significativa de Ucrania, en una avanzada donde se sirvió de varios regimientos de bolcheviques. Uno de los generales que protagonizó acciones muy destacadas fue Simon Karétnik, natural de la misma localidad que Majnó. La forma en que el Ejército Negro ejercía su soberanía en Ucrania era vista con escepticismo desde Moscú y disgustaba a los bolcheviques, cuya Cheka carecía del beneplácito para politizar la sociedad. Trotski planteó por vez primera la posibilidad de eliminar al Ejército Negro, formado por anarquistas sin la menor voluntad de someterse al proyecto leninista. Los enfrentamientos entre bolcheviques y anarquistas eran cada vez mayores.
La ofensiva blanca se reanudó en junio de 1919, comandada por el general Denikin. Luego de una cruenta lucha, en que los bolcheviques se replegaron y dejaron el costo de la contienda al Ejército Negro, las tropas blancas fueron finalmente derrotadas. A partir de entonces el Ejército Negro mantuvo el control de Ucrania durante varios meses, mientras el Ejército Rojo devastaba los retazos del Ejército Blanco que quedaban en tierras rusas sin forma de aprovisionarse. Con los bolcheviques al norte y los majnovistas al sur, Denikin se retiró a Crimea. En ese momento los bolcheviques volvieron a entrar en Ucrania y en poco tiempo el poder soviético impregnó a toda la sociedad. 
El inevitable enfrentamiento terminará en una guerra declarada entre bolcheviques y anarquistas, que solo finalizó con un tratado de paz en otoño de 1920, debido a los éxitos de la contraofensiva blanca, dirigida por el Barón de Wrangel. Ambos bandos liberaron prisioneros. Se habló de conceder varios departamentos ucranianos a los anarquistas, para que pudieran desarrollar en ellos sus “ensayos sociales”. Producto del Tratado de Paz, los ejércitos se comprometieron a actuar conjuntamente, posponiendo el acuerdo final ante la inminencia de responder a las agresiones del Ejército Blanco del Barón de Wrangel, que fue el mayor responsable de este armisticio.
A mediados de octubre de 1920, el Ejército Negro al mando de Majnó combatía al Ejército Blanco liderado por el Barón de Wrangel, derrotándolo y capturando más de 4.000 prisioneros. En noviembre el ejército de Wrangel era derrotado y se refugiaba en Crimea. Con el camino despejado, el Ejército Rojo invade Ucrania con 150.000 efectivos e impone unilateralmente un Estado Mayor único para ambos ejércitos, algo que el Ejército Negro no acepta.
El 26 de noviembre de 1920 se produjo el ataque del descansado Ejército Rojo a todas las posiciones del Ejército Negro en Crimea. La proporción era de 30 bolcheviques por cada anarquista. A pesar de la masacre, Majnó logra romper el cerco bolchevique y huir con parte de la caballería. Luego de unas semanas logró reagrupar algunas tropas pero su fuerza era insignificante contra el poderoso Ejército azul. La victoria de los bolcheviques era inevitable. A partir de entonces las tropas que custodiaban a Majnó se dirigieron al Oeste. Tras ocho meses de guerrilla y persecución ininterrumpida, en agosto de 1921 alcanzaron la frontera rumana. Majnó cruzó la frontera con un tobillo roto y varias heridas de proyectil, la más importante en el cuello.
La mayor parte de los efectivos del Ejército Negro fueron condenados a muerte por los bolcheviques o encarcelados. Pero la guerrilla majnovista siguió combatiendo hasta 1924. Majnó se refugió en París, desde donde se unió al grupo editor del periódico Dielo Trudá (La Causa Obrera), del grupo de anarquistas rusos exiliados en Francia. Desde allí dirigió sus fuerzas a reorganizar el movimiento anarquista ruso y a luchar por la libertad de los anarquistas detenidos en las cárceles del régimen.

## La rebelión de Kronstadt
La rebelión tomó lugar en las primeras semanas de marzo de 1921 en Kronstadt, una fortaleza naval en la isla Kotlin en el Golfo de Finlandia. Tradicionalmente, Kronstadt ha servido como base de la flota báltica Rusa y como una vía de alcance a 35 mi de San Petersburgo (posteriormente Petrogrado, Leningrado y después de la caída de la Unión Soviética, nuevamente San Petersburgo).

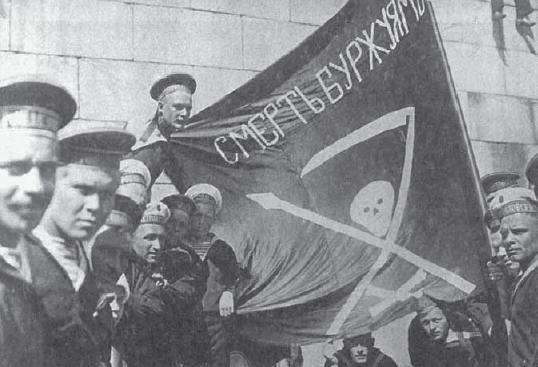
Bandera de los marinos del acorazado Petropávlovsk de Kronstadt con el eslogan Muerte a los burgueses

La insostenible situación económica trajo consigo levantamientos en el campo (como la Rebelión de Tambov) así como huelgas y violentos malestares en las fábricas. En las áreas urbanas, surgió una ola de huelgas espontáneas, y hacia finales de febrero Petrogrado se encontraba al borde de una huelga general. Fue así que el 26 de febrero y en respuesta a los eventos sucedidos en Petrogrado, la tripulación de los barcos Petropávlovsk y Sevastópol mantuvieron un encuentro de emergencia y aceptaron enviar una delegación a la ciudad para investigar e informar acerca de los movimientos huelguísticos. Al regreso del delegado, dos días después, éste informó al resto de la tripulación acerca de las huelgas, contando con el total apoyo de los marinos, y la represión del gobierno dirigida en contra de los huelguistas. Aquellos que estuvieron presentes decidieron aprobar una resolución con 15 demandas las cuales fueron enviadas a Petrogrado.
Entre las demandas más importantes exigidas por los rebeldes se encontraban la reelección del soviet, soviets sin bolcheviques, el derecho de libre expresión y la total libertad de acción y comercio. Tras fracasar en la petición de las demandas, y por la búsqueda de la igualdad de sueldos para los trabajadores y el fin de los bloqueos de caminos para el ingreso de alimentos a la ciudad, los marinos de Kronstadt se alzaron en rebelión en contra del gobierno bolchevique en marzo de 1921.
Luego de conformar una Comuna revolucionaria y poner en práctica los soviets libres, la represión bolchevique no se hizo esperar. El 17 de marzo, las fuerzas bolcheviques finalmente entraron a la ciudad de Kronstadt después de haber sufrido cerca de 10 000 bajas. Aunque no existen datos certeros acerca de los rebeldes caídos en acción, los historiadores estiman que miles fueron ejecutados en los días posteriores y muchos más enviados a campos de trabajo en Siberia. Otro gran número de rebeldes lograron escapar a Finlandia. 
Si bien el levantamiento no fue obra exclusiva de los anarquistas, sino que participaron también bolcheviques desencantados y socialistas revolucionarios, el contenido e influencias anarquistas son innegables, como lo ha demostrado el profesor Paul Avrich. Además los anarquistas de Petrogrado, ciudad que está en frente a Kronstadt, apoyaron y reivindicaron al movimiento rebelde.

## El anarquismo en la actualidad
Varias federaciones anarquistas existen hoy en Rusia. Entre las más importantes está la Confederación de Revolucionarios Anarco-Sindicalistas (KRAS, Konfederátsiya Revolyutsiónnyj Anarjo-Sindikalístov), sección rusa de la AIT fundada en 1995, que propugna el anarcocomunismo y el anarcosindicalismo, Avtonómnoe Déystvie (AD, Acción Autónoma), federación anarquista con diversas tendencias anarcocomunistas, autonomistas, sindicalistas y plataformistas fundada en 2002, y la Asociación de los Movimientos Anarquistas, que reúne a la mayoría de los movimientos anarquistas de todo el espacio postsoviético.